# Florentino Ameghino
Florentino Ameghino (19. září 1853 Moneglia – 6. srpna 1911 La Plata) byl argentinský paleontolog, jeden z výrazných intelektuálů tzv. Generace 80.

## Působení
Pocházel z rodiny italských přistěhovalců (podle některých zdrojů se narodil už roku 1853 v italské Moneglii). Byl samoukem (jeho vědeckou dráhu výrazně ovlivnili Herbert Spencer a Hermann Burmeister), pracoval jako učitel a knihkupec v Mercedesu a od sedmdesátých let zkoumal spolu s mladšími bratry Carlosem a Juanem fosilie v oblastech pampy a Patagonie. Formálně popsal okolo šesti tisíc prehistorických živočichů, jako např. rody Phorusrhacos, Paraptenodytes, Clasmodosaurus, Loncosaurus, Parastrapotherium, Catagonus nebo Pyrotherium. V roce 1878 vydal svoji první knihu Počátky lidského osídlení na Río de La Plata, která byla přeložena do angličtiny a francouzštiny.
Roku 1886 mu ředitel muzea ve městě La Plata Francisco Moreno svěřil přírodovědné oddělení. Později vyučoval na Universidad Nacional de Córdoba a vedl Rivadaviovo muzeum v Buenos Aires, byl členem Argentinské akademie věd. Za své objevy získal medaili na Světové výstavě 1889 v Paříži, dostal se však také do konfliktu se světovou vědeckou obcí kvůli své vehementně zastávané teorii o jihoamerickém původu člověka.

## Pocty
Je po něm pojmenováno město Florentino Ameghino (Buenos Aires), přehrada na řece Chubut, antarktické údolí Ameghino Gully, kráter na Měsíci, argentinský vědecký časopis Ameghiniana a řada taxonů, např. muchomůrka Amanita ameghinoi.